# برنامج الإصلاح الهيكلي للإقتصاد المصري
برنامج الإصلاح الهيكلي للاقتصاد المصري، هو برنامج اقتصاد أعلنت عنه الحكومة المصرية في 2016، يتضمن معالجة لجوانب الضعف الاقتصادية الكلية وتشجيع النمو الاحتوائي وخلق فرص عمل جديدة. يذكر أن البرنامج تم وضعه بالاتفاق مع صندوق النقد الدولي.

## أهداف البرنامج
تتمثل المستهدفات الرئيسية في البرنامج مع الصندوق في تحقيق عجز أولى في الموازنة العامة للعام المالي 2016/2017 يبلغ 8% من الناتج المحلى الإجمالي وهو نفس المستهدف في الموازنة العامة للدولة التي أقرها مجلس النواب في يونيو الماضى، وبحيث يبلغ العجز الكلى في الموازنة العامة نحو 10% من الناتج المحلى ويصاحبه تراجع محدود في حجم الدين الحكومى للناتج المحلى إلى نحو 99% من الناتج.
وعلى المدى المتوسط فيستهدف البرنامج تحول العجز الأولى إلى فائض بدءاً من عام 2017/2018 وبحيث يرتفع ليبلغ نحو 2.1% من الناتج بحلول عام 2018/2019. كما يستهدف أن يبلغ العجز الكلى نحو 3.9% في عام 2020/2021 ارتباطا بالنمو الاقتصادي وخفض تكلفة خدمة الدين على المدى المتوسط وبحيث ينخفض الدين الحكومي إلى نحو 80% من الناتج خلال خمسة أعوام.
ومن المقدر أن يحقق النمو الإقتصادى معدل نمو في حدود 4% خلال العام المالى 2016/2017 ليرتفع إلى حدود 5-6% على المدى المتوسط، وهو ما من شأنه خفض معدلات البطالة إلى نحو 10% في عام 2018/2019 ثم إلى نحو %6.7 في عام 2020/2021. ومن المستهدف أن يحقق الاستثمار المحلى والأجنبى والصادرات معدلات نمو مرتفعة تقود النمو في الفترة القادمة بدلاً من الاعتماد على الاستهلاك الممول بالاستدانة كمحرك للنمو. وسيعمل اصلاح منظومة دعم الطاقة في تصحيح نظم الحوافز نحو الصناعات كثيفة العمالة بدلاً من الاعتماد الأكبر على الصناعات كثيفة استهلاك الطاقة ورأس المال، مما سيدعم خلق فرص العمل لخفض معدلات البطالة واستيعاب الداخلين الجدد لسوق العمل.
وتتمثل أهم الإصلاحات المالية التي يشملها البرنامج مع الصندوق وهي نفس الإصلاحات التي تم عرضها في برنامج الحكومة الإقتصادى وتم التأكيد عليها في البيان المالى للموازنة العامة للدولة عن عام 2016/2017 في مجال الضرائب تطبيق قانون ضريبة القيمة المضافة، ووضع نظام ضريبى جديد ومبسط للمشروعات متوسطة وصغيرة الحجم، ورفع كفاءة الإدارة الضريبية. كما شملت الإصلاحات ترشيد دعم الطاقة تدريجياً على مدى 3-5 سنوات، وإعادة ترتيب الأولويات في صالح البرامج الاجتماعية ذات المستويات الأعلى في الاستهداف، بالإضافة إلى زيادة الإنفاق على الصحة والتعليم وتطوير البنية التحتية وبما يدعم التنمية البشرية وتحسين الخدمات العامة للمواطنين.
كما يتضمن البرنامج اصلاحات هيكلية هامة لتحسين مناخ الاستثمار وتحفيز الصناعة المحلية والتصدير وتشمل اعتماد قانون التراخيص الصناعية الجديد وتبسيط إجراءات الإفلاس والتصفية عن طريق إعداد مشروع قانون الإفلاس، ووضع خطة عمل لرفع كفاءة منظومة دعم الصادرات، وذلك بهدف تدعيم تنافسية الاقتصاد المصرى مما يساهم في تحقيق نمو احتوائى وخلق فرص عمل وتنمية الصادرات المصرية.

## تفاصيل البرنامج
يقوم البرنامج على أربع ركائز أساسية:
إجراء تعديل كبير في السياسات، بما في ذلك:
1- تحرير نظام الصرف الأجنبي للتخلص من نقص العملة الأجنبية وتشجيع الاستثمار والصادرات.
2- انتهاج سياسة نقدية تهدف إلى احتواء التضخم.
3- القيام بإجراءات للتقشف المالي تضمن وضع الدين العام على مسار مستدام؛ وتقوية شبكة الأمان الاجتماعي عن طريق زيادة الإنفاق على دعم السلع الغذائية والتحويلات النقدي؛ وإجراء إصلاحات هيكلية واسعة النطاق تدفع إلى تحقيق نمو احتوائي بمعدلات أعلى، وزيادة فرص العمل للشباب والنسا؛ والحصول على تمويل خارجي جديد لسد الفجوة التمويلية.
وفيما يلي عناصر البرنامج الرئيسية:
- سياسة سعر الصرف والسياسة النقدية وسياسة القطاع المالي:

قام البنك المركزي المصري في 3 نوفمبر 2016 بتحرير نظام سعر الصرف واعتماد نظام صرف مرن. وسيؤدي الحفاظ على نظام سعر الصرف المرن، الذي يتحدد فيه سعر الصرف تبعا لقوى السوق، إلى تحسين تنافسية مصر الخارجية، ودعم الصادرات والسياحة، وجذب الاستثمار الأجنبي. وسيسمح هذا للبنك المركزي بإعادة بناء احتياطياته الدولية. وستركز السياسة النقدية على احتواء التضخم بتخفيضه إلى معدل في منتصف خانة الآحاد على المدى المتوسط. وسيتحقق هذا بالسيطرة على الائتمان المقدم للحكومة والبنوك وتعزيز قدرة البنك المركزي على التنبؤ بالسيولة وإدارتها وتحسين الشفافية والتواصل. ولدعم سلامة القطاع المصرفي وتشجيع المنافسة، وسيراجع البنك المركزي نموجه الرقابي في ضوء أفضل الممارسات الدولية، بما فيها مبادئ اتفاقية بازل الثالثة.
- سياسة المالية العامة، والحماية الاجتماعية وإدارة المالية العامة:

ستكون ركيزة سياسة المالية العامة هي وضع الدين العام على مسار تنازلي واضح وإعادته إلى مستويات يمكن الاستمرار في تحملها. ومن المتوقع أن تزداد الإيرادات الضريبية بنسبة 2.5% من إجمالي الناتج المحلي على مدى فترة البرنامج، وهو ما يرجع في معظمه إلى تطبيق ضريبة القيمة المضافة التي وافق عليها مجلس النواب في أغسطس الماضي. وفي نفس الوقت، سيتم تخفيض النفقات الأولية بنسبة 3.5% بسبب تخفيض الدعم واحتواء فاتورة الأجور. وكانت زيادة أسعار الوقود التي أعلنت في 3 نوفمبر الجارية خطوة مهمة في هذا الاتجاه.
ومن المقرر أن يتم تعزيز برامج الحماية الاجتماعية لتخفيف أثر عملية الإصلاح. وفي هذا السياق، سيتم توجيه نسبة من الوفر المحقق في المالية العامة تبلغ حوالي 1% من إجمالي الناتج المحلي إلى زيادة الدعم على السلع الغذائية، والتحويلات النقدية للمسنين والأسر محدودة الدخل، وغيرها من البرامج الاجتماعية الموجهة للمستحقين، بما في ذلك زيادة الوجبات المدرسية المجانية. والهدف من ذلك هو تنفيذ البرامج التي تقدم دعما مباشرا للأسر الفقيرة كبديل لدعم الطاقة غير الموجه بدقة إلى المستحقين.
يركز البرنامج أيضا على تعزيز إدارة المالية العامة (PMF) وشفافية المالية العامة. وتتضمن الإصلاحات المخططة في هذا المجال مراجعة الأداء التشغيلي للسلطات الاقتصادية بصفة منتظمة؛ وتحسين الإشراف على الضمانات الصادرة عن الحكومة من خلال إعداد التقارير؛ ووضع خارطة طريق لإصلاحات معاشات التقاعد؛ وإعداد كشف ميزانية يوضح تطورات الاقتصاد والمالية العامة وتقديمه لمجلس النواب مع كل موازنة عامة.
- الإصلاحات الهيكلية والنمو الاحتوائي:

سيساعد البرنامج على معالجة التحديات المزمنة التي يمثلها النمو المنخفض والبطالة المرتفعة. وتتضمن الإجراءات المزمعة ترشيد إصدار التصاريح الصناعية لكل منشآت الأعمال، وإتاحة مزيد من فرص التمويل للمشروعات الصغيرة والمتوسطة، ووضع إجراءات جديدة للإعسار والإفلاس. وسيتم تشجيع برامج الوساطة في مجال توظيف العمالة وبرامج التدريب المتخصص للشباب. ولدعم مشاركة المرأة في سوق العمل، ستتم زيادة دور الحضانة العامة وتحسين أمان المواصلات العامة.